# Lamborghini Lanzador
La Lamborghini Lanzador est un concept car de coupé 2+2 100 % électrique du constructeur automobile italien Lamborghini, préfigurant la première Lamborghini électrique de l'histoire prévue en 2028.

## Présentation
Le concept Lamborghini Lanzador est présenté le 18 août 2023 à la Monterey Car Week lors du Pebble Beach Concours d'Elegance.
La Lanzador est un coupé typé SUV, à 4 places, avec une garde au sol élevée.

## Caractéristiques techniques
Le SUV coupé est doté de deux moteurs électriques placés sur les essieux, procurant une transmission intégrale, et offrant une puissance cumulée de 1 359 ch.